# Lac Three Valley
Le lac Three Valley est un lac de Colombie-Britannique, au Canada. Il est situé le long du cours de l'Eagle River en amont du lac Griffin. Son extrémité orientale est occupée par un hôtel appelé Three Valley Lake Chateau.